# Rondgaande ploeg

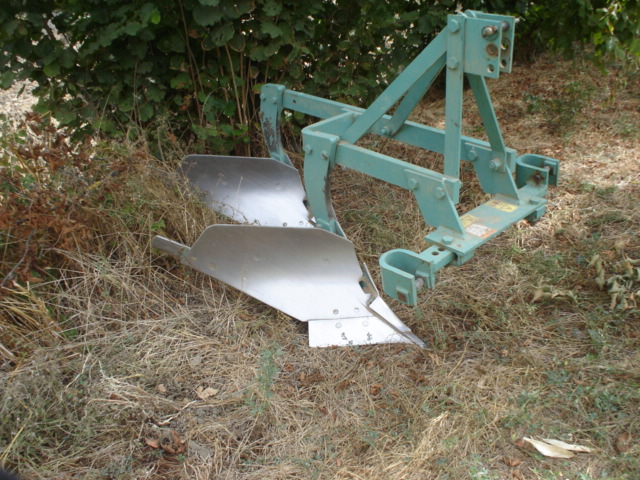
Rondgaande ploeg met twee scharen voor een tractor met driepuntsophanging

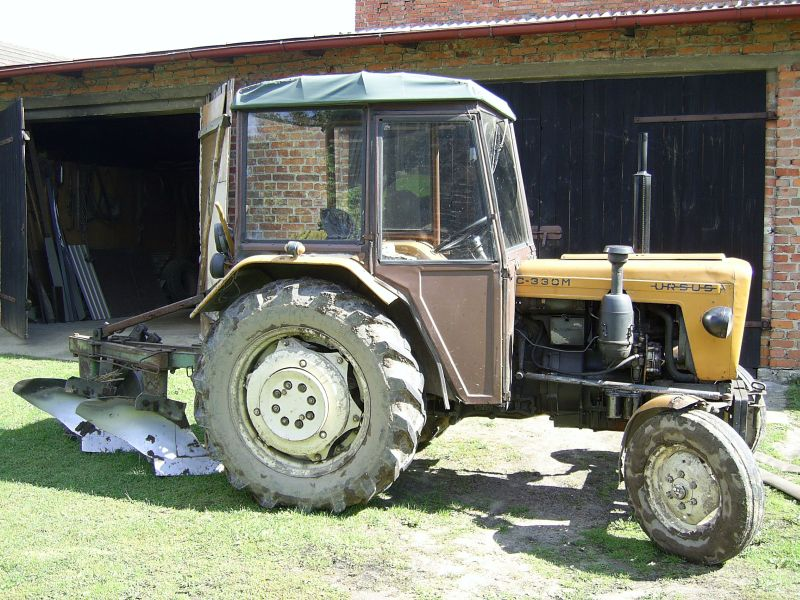
Ursus C-330 tractor met een tweescharige rondgaande ploeg

Een rondgaande ploeg is een vorm van een keerploeg en heeft maar één set scharen. Hierdoor kan er maar in één richting geploegd worden. Het woord rondgaand heeft betrekking op het feit dat men rondjes moet rijden om een perceel te ploegen, met aan weerszijden van het perceel een  ploegvoor. Als het ploegen echt rondom gebeurt, dat wil zeggen van buiten naar binnen rondploegen, ontstaat een zo genoemde bolakker.
De wentelploeg en de kip-/balansploeg hebben twee sets van spiegelbeeldige scharen, waarmee in één vore heen en weer geploegd kan worden.
Het voordeel van de rondgaande ploeg is het geringere gewicht, de eenvoud van constructie en de simpele instellingen. Nadelen zijn evenwel de grotere afstanden moeten worden afgelegd voor het ploegen van eenzelfde akker, het vastrijden van de kopakkers en de meerdere voren.

## Afbeeldingen

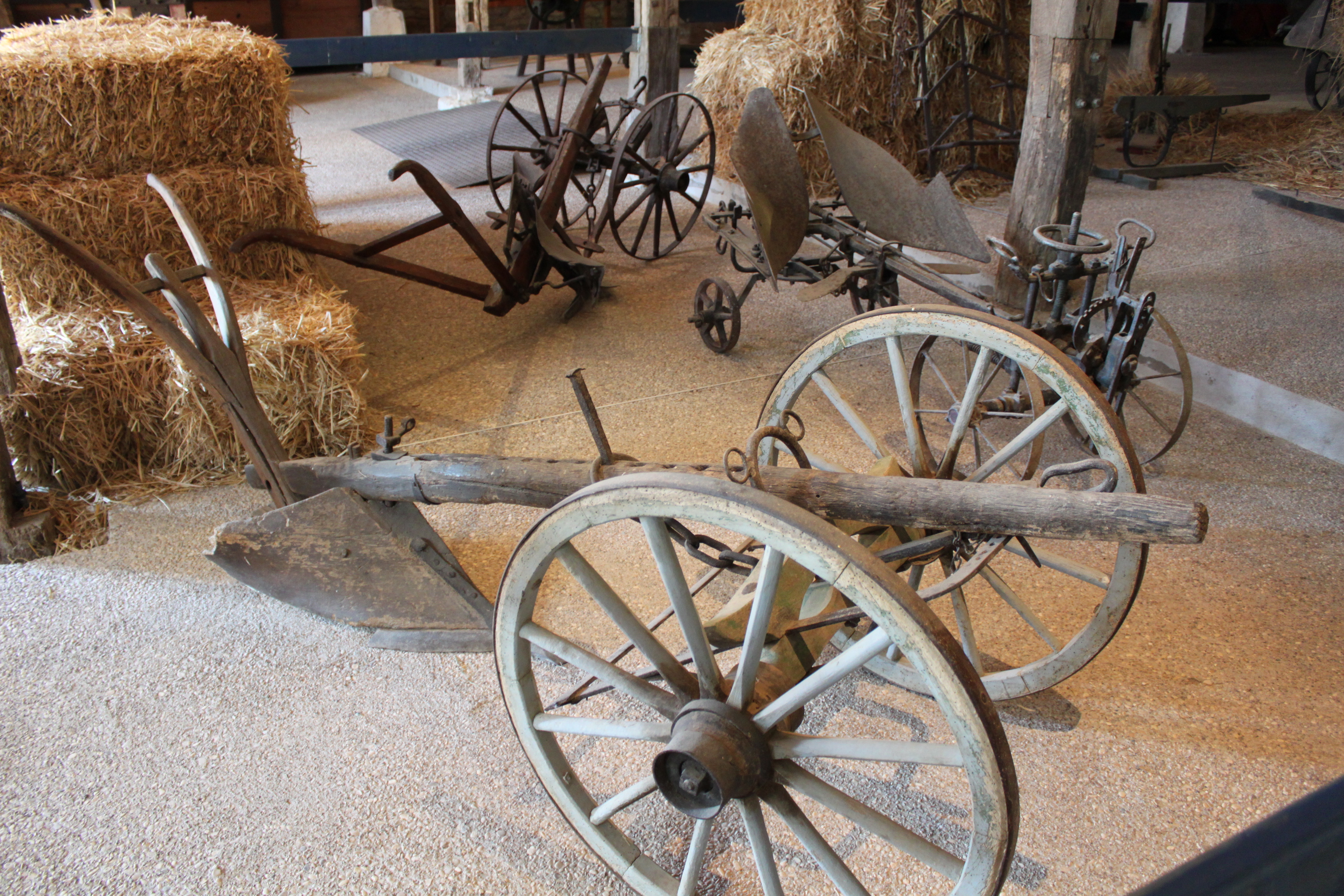
Ouderwetse rondgaande ploeg
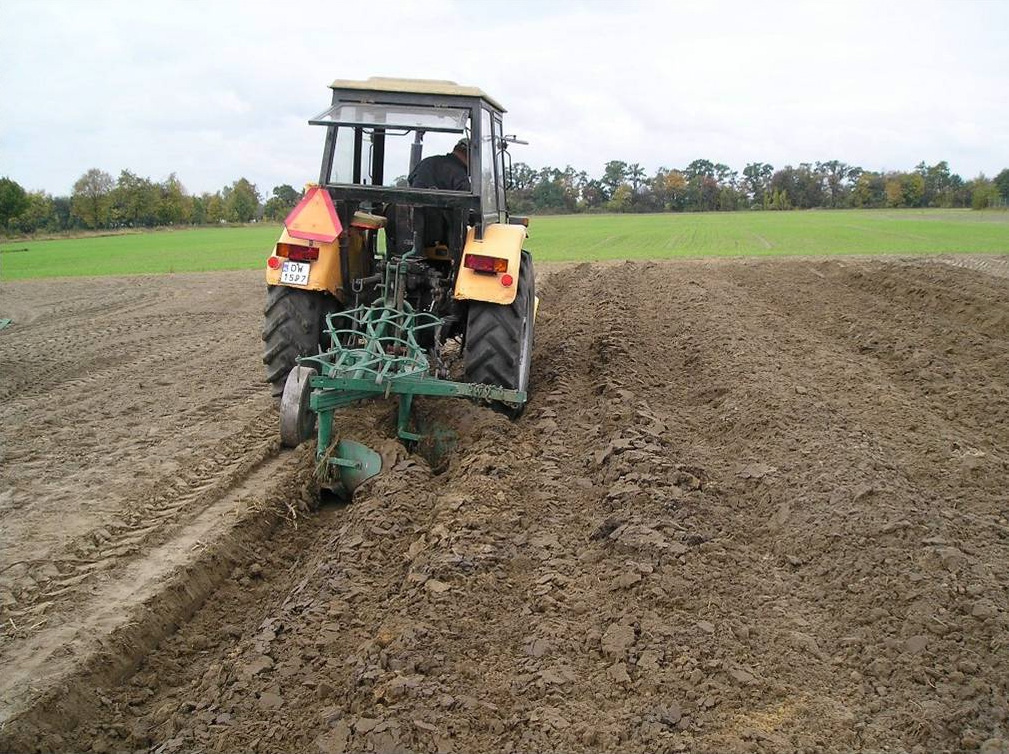
Modernere rondgaande ploeg